# Морська суміш
Морська суміш (МС) — умовна назва деяких видів бризантної композиційної вибухівки, які отримують шляхом змішування у різних пропорціях тротилу, гексогену та алюмінію, та скріплюючого флегматизатора церезина. По суті — це різновид вибухівки ТГА. Вироблялася в СРСР для оснащення морських боєприпасів (торпед) та для потреб військово-морського флоту.

## Хімічні та технічні параметри
Являє собою однорідну негігроскопічну масу світло-коричневого кольору з оранжевим відтінком та сріблястими алюмінієвими вкрапленнями. З металами не взаємодіє. Застосовується для наповнення інженерних, авіаційних, рідше ракетно-артилерійських та мінно-торпедних боєприпасів.

### Варіант МС
- Хімічний склад: 57 % гексоген, 19 % тротил, 17 % алюмінієва пудра, 7 % церезин.
- Тротиловий еквівалент: 1,46
- Швидкість детонації:
  - 7500–7600 м/c при щільності спорядження 1,68 г/см³.
  - 7500 м/c при щільності спорядження 1,69 г/см³.
  - 7600 м/c при щільності спорядження 1,70 г/см³.
- Бризантність: 18–22 мм.
- Чутливість до удару для вантажу 10 кг та висоти 25 см: 20 %.
- Чутливість до тертя з піском 1350 кгс/см²
- Чутливість до тертя без піску 3000 кгс/см²
- Температура спалаху: 210 °С:
- Питома енергія вибухового перетворення: 5,72–6,1 МДж/кг.
- Фугасність: 480 см³
- Об'єм продуктів вибуху: 0,73–0,77 м³/кг.
- Гарантійний термін зберігання у складських умовах: 20 років.

### Варіант МС-2
- Хімічний склад: 46,8 % гексоген, 21 % тротил, 27 % алюміній, 5,2 % церезин.
- Швидкість детонації: 7200 м/c, при густині спорядження 1,75 г/см³.
- Питома енергія вибухового перетворення: 7,2 МДж/кг.